# Södra Timber Mönsterås
Södra Wood Mönsterås är ett sågverk som ingår i Södra. Fabriken ligger i Mönsterås kommun i Kalmar län, cirka 10 km nordost om Mönsterås, och är Södras största sågverk.